# Symphony of Destruction
Symphony of Destruction is een nummer van de metalband Megadeth.
Het nummer is geschreven door de gitarist en zanger Dave Mustaine, toen bassist David Ellefson zich beklaagde dat het album waaraan ze werkten meer en langere nummers nodig had. In 1992 werd het als single uitgebracht en kwam het op het album Countdown to Extinction.
Het nummer bevat een gitaarriff die is beschreven als een van drie meest iconische heavy riffs van het decenium. Hiermee begon Mustaine het nummer te componeren, later kwamen daar coupletten en een refrein omheen.
De songtekst verhaalt over burgers die als marionetten dansen naar de pijpen van corrupte politieke leiders.
De demo van het nummer is in 2004 uitgebracht als bonus op een heruitgave van het album.